# Brachysporium graminis
Brachysporium graminis är en svampart som beskrevs av Boyer & Jacz. 1893. Brachysporium graminis ingår i släktet Brachysporium och familjen Trichosphaeriaceae.   Inga underarter finns listade i Catalogue of Life.